# Cinta de reconeixement de les Forces Aèries
La cinta de reconeixement de les Forces Aèries (anglès:Air Force recognition ribbon) és una distinció de les Forces Aèries dels Estats Units, creada l'octubre de 1980. És Atorgada per a reconèixer aquells que han rebut premis "no portables" per l'acompliment i l'excel·lència mentre servien en el servei actiu de la USAF. Per rebre-la, la persona ha de rebre algun trofeu, placa o similar, per alguna fita realitzada segons especifiquin les regulacions de les Forces Aèries.
Creada per a reconèixer aquells premis que, d'altra manera, no es podrien mostrar sobre l'uniforme; i usualment s'atorga en combinació amb el premi anual de nivell de la USAF.
Les concessions posteriors s'indiquen mitjançant fulles de roure.

## Disseny
Un galó blau cel. Al centre hi ha una franja vermella ampla, i als costats una franja vermell i blanca més estretes.